# 穆纂
穆纂（492年—521年），北魏官员。司徒左长史、驸马都尉穆长城（穆长成）子。正始四年（507年）九月，皇叔高阳王元雍为太尉，穆纂入其麾下。正光二年（521年）二月前，南荆州刺史桓叔兴叛投南梁，穆纂受任为东荆州长史，加前将军，统军追杀，告捷。正光二年二月，穆纂去世。有女嫁龙骧将军、荆州刺史、广川孝王元焕为正妃。